# Championnats des Balkans d'athlétisme 2015
Navigation
Édition précédente Édition suivante
La 70e édition des Championnats des Balkans d'athlétisme de 2015 se déroule à Pitești en Roumanie, les 1er et 2 août 2015. Elle aurait dû avoir lieu à Serrès en Grèce, mais celle-ci y a renoncé en raison de la crise économique.

## Compétition
La Roumanie et plus particulièrement la ville de Pitești accueille pour la seconde fois consécutive les championnats. Le pays fait une performance quasi similaire à 2014 (28 médailles contre 32 l'année précédente), malgré un déficit de médaille d'or (5 contre 14). La Turquie remporte le plus de titre, avec 10 médailles d'or.
Comme en 2014, 12 pays remportent une médaille.

## Résultats

### Hommes
| Épreuves                    | Or                                                                          | Argent                                                                     | Bronze                                                                                       |
| --------------------------- | --------------------------------------------------------------------------- | -------------------------------------------------------------------------- | -------------------------------------------------------------------------------------------- |
| 100 m Vent :                | Jak Ali Harvey 10 s 11 CR                                                   | Cătălin Cîmpeanu 10 s 37                                                   | Ioannis Nyfadopoulos 10 s 46                                                                 |
| 200 m Vent :                | Ramil Guliyev 20 s 59                                                       | Cătălin Cîmpeanu 21 s 24                                                   | İzzet Safer 21 s 34 SB                                                                       |
| 400 m                       | Luka Janežič 46 s 39                                                        | Batuhan Altıntaş 46 s 73                                                   | Yavuz Can 46 s 85                                                                            |
| 800 m                       | Žan Rudolf 1 min 50 s 10                                                    | Dušan Babić 1 min 50 s 99                                                  | Cristian Vorovenci 1 min 51 s 01                                                             |
| 1 500 m                     | Konstadínos Nakópoulos 3 min 48 s 82                                        | Ioan Zaizan 3 min 48 s 92                                                  | Levent Ateş 3 min 49 s 16                                                                    |
| 5 000 m                     | Dino Bošnjak 14 min 12 s 20 PB                                              | Yolo Nikolov 14 min 18 s 63                                                | Cihat Ulus 14 min 20 s 92                                                                    |
| 110 m haies Vent : -2,0 m/s | Milan Trajkovic 14 s 23                                                     | Mustafa Güneş 14 s 27                                                      | Cosmin Dumitrache 14 s 57                                                                    |
| 400 m haies                 | Yasmani Copello 50 s 19                                                     | Attila Csongor Nagy 51 s 29                                                | Filip Pestić 52 s 25                                                                         |
| 3 000 m steeple             | Mitko Tsenov 8 min 29 s 73                                                  | Nicolai Gorbusco 8 min 41 s 36 PB                                          | Osman Junuzović 8 min 50 s 76 PB                                                             |
| 4 × 100 m                   | Turquie Yiğitcan Hekimoğlu Ramil Guliyev İzzet Safer Jak Ali Harvey 39 s 35 | Roumanie Ioan Pițigoi Cătălin Cîmpeanu Ionuț Neagoe Daniel Robert 39 s 67  | Grèce Panayiótis Andreádis Victor Kremidas Ioannis Nyfantopoulos Panayiótis Trivizas 40 s 29 |
| 4 × 400 m                   | Turquie Halit Kılıç Yavuz Can Yasmani Copello Batuhan Altıntaş 3 min 6 s 55 | Croatie Hrvoje Čukman Željko Vincek Mateo Kovačić Mateo Ružić 3 min 7 s 62 | Roumanie Adrian Drăgan Sebastian Ursachi Zeno Moraru Cristian Radu 3 min 10 s 38             |
| Saut en hauteur             | Dimítrios Chondrokoúkis 2,24 m                                              | Tihomir Ivanov 2,24 m SB                                                   | Konstadínos Baniótis 2,24 m                                                                  |
| Saut à la perche            | Robert Renner 5,65 m CR,NR                                                  | Ivan Horvat 5,50 m                                                         | Andrei Răzvan Deliu 5,20 m PB                                                                |
| Saut en longueur            | Loúis Tsátoumas 7,90 m                                                      | Denis Eradiri 7,72 m                                                       | Valentin Toboc 7,66 m                                                                        |
| Triple saut                 | Georgi Tsonov 17,01 m                                                       | Dimitrios Baltadouros 16,60 m PB                                           | Rumen Dimitrov 16,56 m                                                                       |
| Lancer du poids             | Andrei Gag 20,96 m CR,NR                                                    | Asmir Kolašinac 20,64 m                                                    | Georgi Ivanov 19,93 m                                                                        |
| Lancer du disque            | Filip Mihaljević 60,74 m                                                    | Alin Firfirică 59,18 m                                                     | Tadej Hribar 54,44 m SB                                                                      |
| Lancer du marteau           | Eşref Apak 76,82 m SB                                                       | Serghei Marghiev 75,83 m                                                   | Michail Anastasakis 71,74 m                                                                  |
| Lancer du javelot           | Vedran Samac 77,92 m                                                        | Paraskevás Batzávalis 76,72 m                                              | Dejan Mileusnić 74,56 m                                                                      |
| Décathlon                   | Mihail Dudaš 7 720 pts SB                                                   | Panayiotis Mantis 6 898 pts                                                | Dragan Pešić 6 497 pts                                                                       |

### Femmes
| Épreuves                                | Or                                                                                   | Argent                                                                                | Bronze                                                                          |
| --------------------------------------- | ------------------------------------------------------------------------------------ | ------------------------------------------------------------------------------------- | ------------------------------------------------------------------------------- |
| 100 m Vent :                            | Maja Mihalinec 11 s 34 PB                                                            | Ramóna Papaïoánnou 11 s 43                                                            | Inna Eftimova 11 s 51                                                           |
| 200 m Vent :                            | María Belibasáki 23 s 23                                                             | Ramóna Papaïoánnou 23 s 25                                                            | Maja Mihalinec 23 s 28                                                          |
| 400 m                                   | Bianca Răzor 52 s 26                                                                 | Eirini Vasileiou 53 s 58 PB                                                           | Kristina Dudek 53 s 98                                                          |
| 800 m                                   | Florina Pierdevară 2 min 03 s 14                                                     | Luiza Gega 2 min 03 s 45                                                              | Mihaela Roxana Nunu 2 min 07 s 25                                               |
| 1 500 m                                 | Luiza Gega 4 min 08 s 74                                                             | Songül Konak 4 min 16 s 09 PB                                                         | Florina Pierdevară 4 min 18 s 69                                                |
| 5 000 m                                 | Esma Aydemir 15 min 51 s 27 PB                                                       | Ancuța Bobocel 15 min 56 s 00 PB                                                      | Silvia Danekova 16 min 03 s 64 PB                                               |
| 100 m haies Vent : -1,4 m/s et -2,2 m/s | Andrea Ivančević 13 s 00                                                             | Elisávet Pesirídou 13 s 48                                                            | Ivana Loncarek 13 s 65                                                          |
| 400 m haies                             | Elif Yıldırım 57 s 73 SB                                                             | Angela Moroșanu 57 s 88                                                               | Sanda Belgyan 59 s 48                                                           |
| 3 000 m steeple                         | Silvia Danekova 9 min 33 s 41 CR,NR                                                  | Maruša Mišmaš 10 min 03 s 83                                                          | Elena Adelina Panaet 10 min 06 s 36                                             |
| 4 × 100 m                               | Croatie Ivana Loncarek Lucija Pokos Kristina Dudek Mateja Jambrović 45 s 71 SB       | Roumanie Ana Maria Roșianu Andreea Ogrăzeanu Andreea Grecu Anamaria Ioniță 45 s 74 SB | Serbie Zorana Barjaktarević Maja Ćirić Katarina Sirmić Milana Tirnanić 45 s 87  |
| 4 × 400 m                               | Roumanie Sanda Belgyan Florina Pierdevară Anamaria Ioniță Bianca Răzor 3 min 33 s 07 | Croatie Mateja Jambrović Kristina Dudek Dora Filipović Anita Banović 3 min 36 s 07    | Serbie Katarina Sirmić Maja Ćirić Bojana Kalicanin Tamara Salaski 3 min 37 s 90 |
| Saut en hauteur*                        | Mirela Demireva 1,91 m                                                               | Venelina Veneva-Mateeva 1,87 m                                                        | Marija Vuković 1,87 m =SB                                                       |
| Saut à la perche                        | Tina Šutej 4,20 m                                                                    | Loréla-Anastasía Mánou 4,20 m                                                         | Lavinia Gabriela Bulov 3,90 m                                                   |
| Saut en longueur                        | Florentina Marincu 6,65 m                                                            | Cháido Alexoúli 6,29 m                                                                | Milena Mitkova 6,16 m                                                           |
| Triple saut                             | Petia Dacheva 13,67 m SB                                                             | Cristina Bujin 13,64 m                                                                | Elena Andreea Panturoiu 13,62 m                                                 |
| Lancer du poids                         | Emel Dereli 17,39 m                                                                  | Radoslava Mavrodieva 16,85 m                                                          | Andreea Huzum-Vitan 15,52 m                                                     |
| Lancer du disque                        | Hrisoúla Anagnostopoúlou 54,87 m                                                     | Veronika Domjan 53,74 m                                                               | Natalia Stratulat 52,82 m                                                       |
| Lancer du marteau                       | Zalina Marghieva 73,97 m SB                                                          | Kıvılcım Kaya Salman 71,04 m PB                                                       | Marina Marghieva 69,38 m                                                        |
| Lancer du javelot                       | Martina Ratej 59,19 m                                                                | Marija Vučenović 53,91 m SB                                                           | Nicoleta Anghelescu 51,18 m                                                     |
| Heptathlon                              | Serpil Koçak 5 119 pts                                                               | Stylani Tzikanoula 4 982 pts                                                          | Mladena Petrusic 4 831 pts PB                                                   |

- * : L'Israélienne Maayan Furman-Shahaf remporte initialement la seconde place du concours avec 1,87 m devant Venelina Veneva-Mateeva mais, étant donné que sa nation n'est pas une nation faisant partie des Balkans, elle n'est pas comptée comme médaillée. La Monténégrine Marija Vuković remporte donc la médaille de bronze.

### Tableau des médailles
| Rang  | Nation             | Or | Argent | Bronze | Total |
| ----- | ------------------ | -- | ------ | ------ | ----- |
| 1     | Turquie            | 10 | 4      | 4      | 18    |
| 2     | Slovénie           | 6  | 2      | 2      | 10    |
| 3     | Roumanie           | 5  | 10     | 13     | 28    |
| 4     | Bulgarie           | 5  | 5      | 6      | 16    |
| 5     | Grèce              | 4  | 8      | 4      | 16    |
| 6     | Croatie            | 4  | 3      | 2      | 9     |
| 9     | Serbie             | 2  | 2      | 2      | 6     |
| 8     | Chypre             | 2  | 2      | -      | 4     |
| 9     | Moldavie           | 1  | 2      | 2      | 5     |
| 10    | Albanie            | 1  | 1      | -      | 2     |
| 11    | Bosnie-Herzégovine | -  | 1      | 3      | 4     |
| 12    | Monténégro         | -  | 1      | 1      | 2     |
| Total | Total              | 40 | 40     | 40     | 120   |